# Керівники Буковини (1774-1918)

«Генеральській дім»
будинок Військової адміністрації,
пізніше Буковинської управи

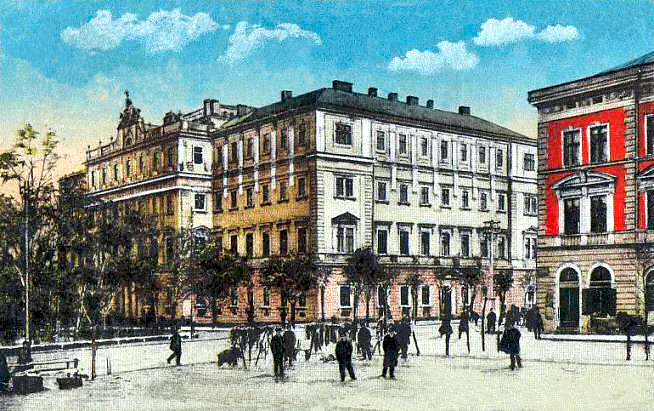
«Будинок Крайового уряду Буковини»
резиденція Буковинського крайового президента
та офіс крайового уряду

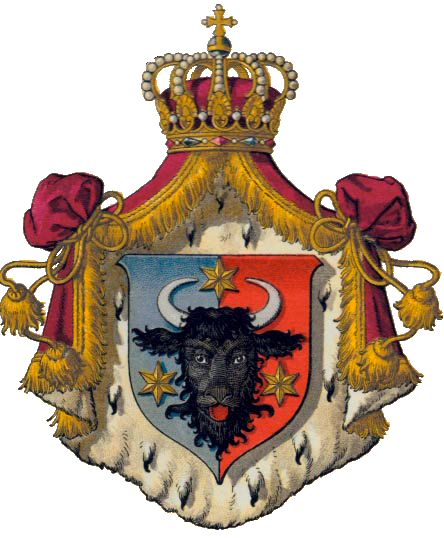
Герб герцогства Буковина

Прапор герцогства Буковина

## Голови Військовової адміністрації
- Габріел Сплені фон Міхалди (нім. Gabriel von Spleny) — (1774–1778)
- Карл фон Енценберг (нім. Karl von Enzenberg) — (1778–1786)

## Старости Буковинського округу
- Йозеф фон Бек (нім. Joseph von Beck) — (1786–1792)
- Василь фон Бальш (нім. Basil von Balsch) — (1792–1808)
- фон Шрайбер (нім. von Schreiber) — (1803–1805)
- фон Мітша (нім. von Mitscha) — (1805–1807)
- Йоганн фон Плятцер (нім. Johann von Platzer) — (1807–1817)
- Йозеф фон Штуттергайм (нім. Joseph von Stutterheim) — (1817–1823)
- Йоганн фон Мельцехен (нім. Johann von Melczechen) — (1823–1833)
- Франц Краттер (нім. Frantz Kratter) — (1833–1838)
- Едуард фон Мільбахер (нім. Eduard von Milbacher) — (1838–1840)
- Георге Ісеческу (нім. Gheorghe Isăcescu) — (1840–1849)

## Буковинські крайові президенти
- Едуард фон Бах (нім. Eduard von Bach) — (лютий-липень 1849)
- Антон Генніґер фон Зееберг (нім. Anton Henniger von Seeberg) — (1849–1853)
- Франц фон Шмюк (нім. Franz von Schmück) — (1853–1857)
- Карл фон Роткірх-Пантен (нім. Karl von Rothkirch-Panthen) — (1857–1860)
- Якоб фон Мікулі (нім. Jakob von Mikuli) — (1860–1861)
- Венцель фон Мартіна (нім. Wenzel von Martina) — (1861–1862)
- Рудольф фон Амадей (нім. Rudolph von Amadei) — (1862–1865)
- Франц Мирбах фон Райнфельд (нім. Franz Myrbach von Rheinfeld) — (1865–1870)
- Фелікс Піно фон Фріденталь (нім. Felix Pino von Friedenthal) — (1870–1874)
- Ієронім фон Алєсані (нім. Hieronymus von Alesani) — (1874–1887)
- Фелікс Піно фон Фріденталь (нім. Felix Pino von Friedenthal) — (1887–1890)
- Антон Пасе фон Фрідензберг (нім. Anton Pace von Friedensberg) — (1891–1892)
- Франц фон Краусс (нім. Franz von Krauß) — (1892–1894)
- Леопольд фон Ґьосс (нім. Leopold von Goëss) — (1894–1897)
- Фрідерік Бурґіньйон фон Баумберг (нім. Friedrich Bourguignon von Baumberg) — (1897–1903)
- Князь Конрад Гоенлое-Шіллінгсфюрст (нім. Prinz Konrad zu Hohenlohe-Schillingsfürst) — (1903–1904)
- Октавіан Регнер фон Бляйлєбен (нім. Oktavian Regner von Bleyleben) — (1904–1911)
- Рудольф фон Меран (нім. Rudolf von Meran) — (1912–1916)
- Йосиф фон Ецдорф (нім. Joseph von Etzdorf) — (1916–1918)

## Керівники післяавстрійського періоду
- Омелян Попович (Президент Північної Буковини) (1918)
- Аурел Ончул (керівник Південної Буковини) (1918)

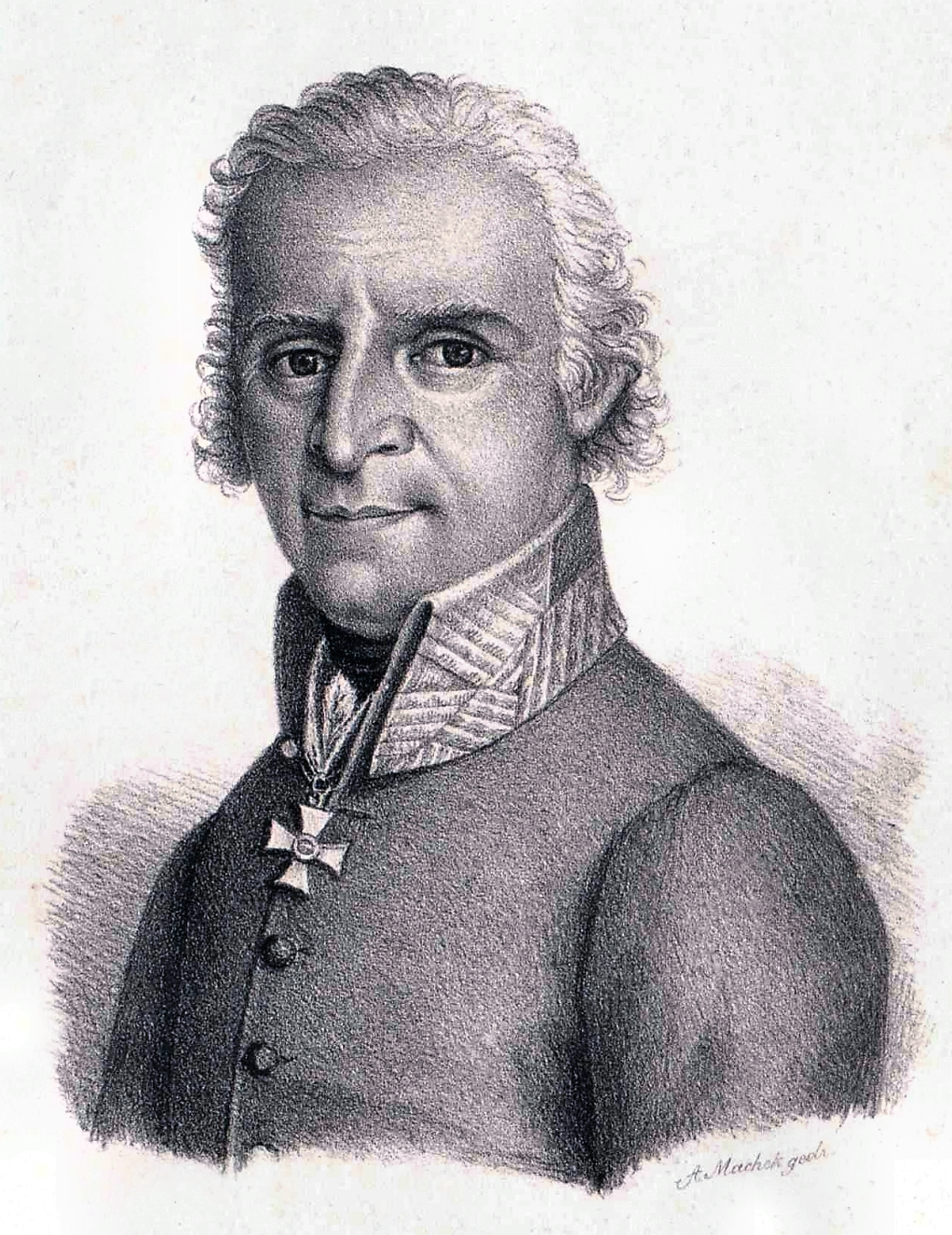
Габріел Сплені фон Міхалди
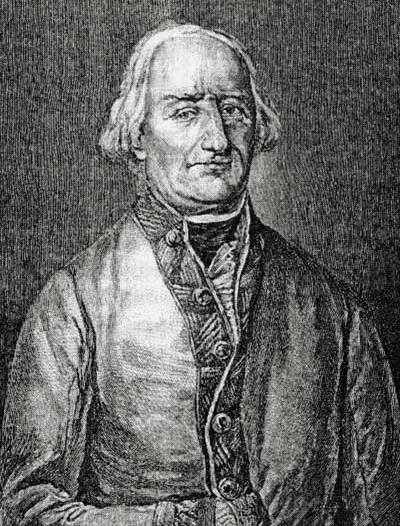
Карл фон Енценберг
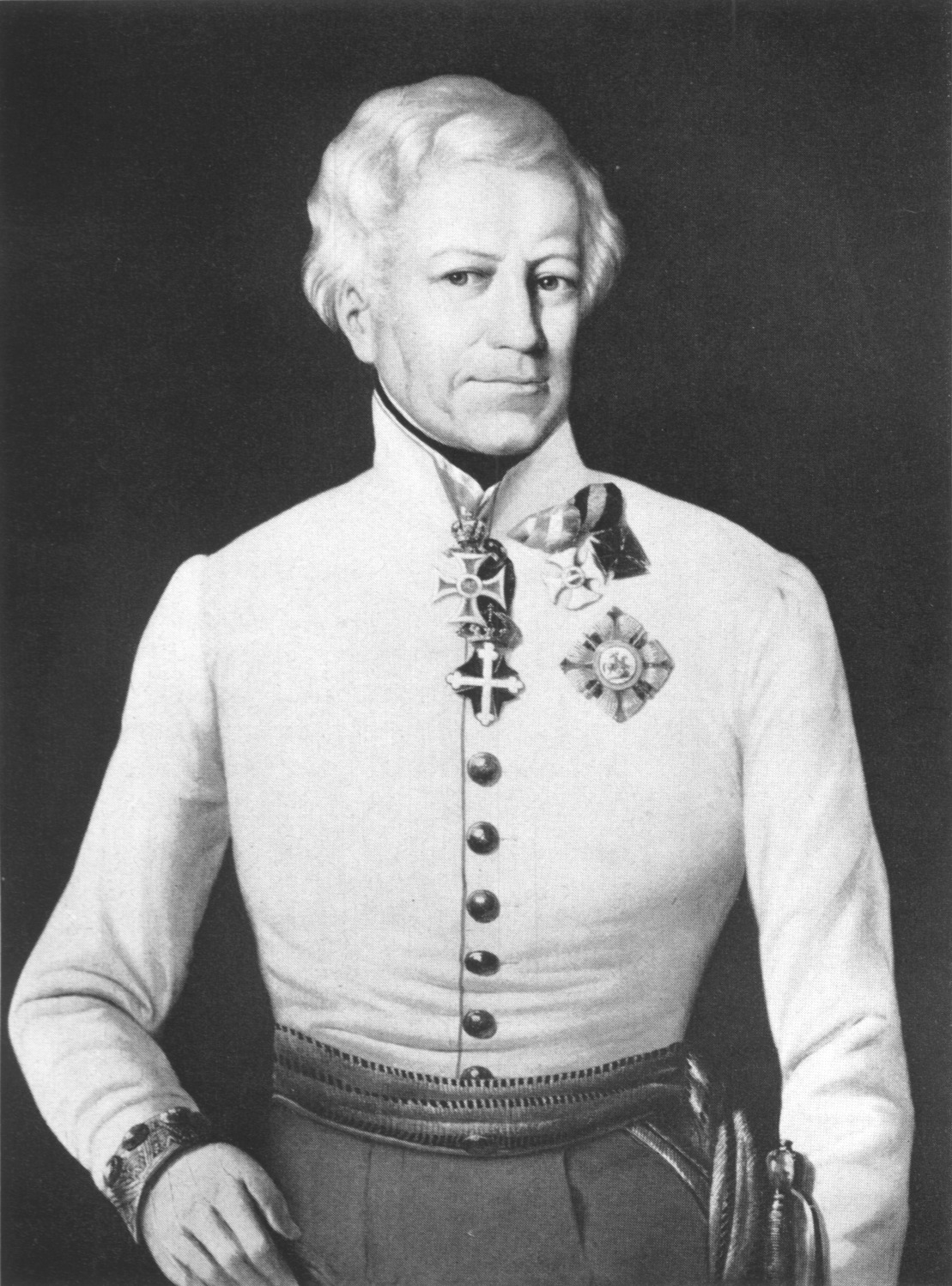
Йосиф фон Штуттергайм
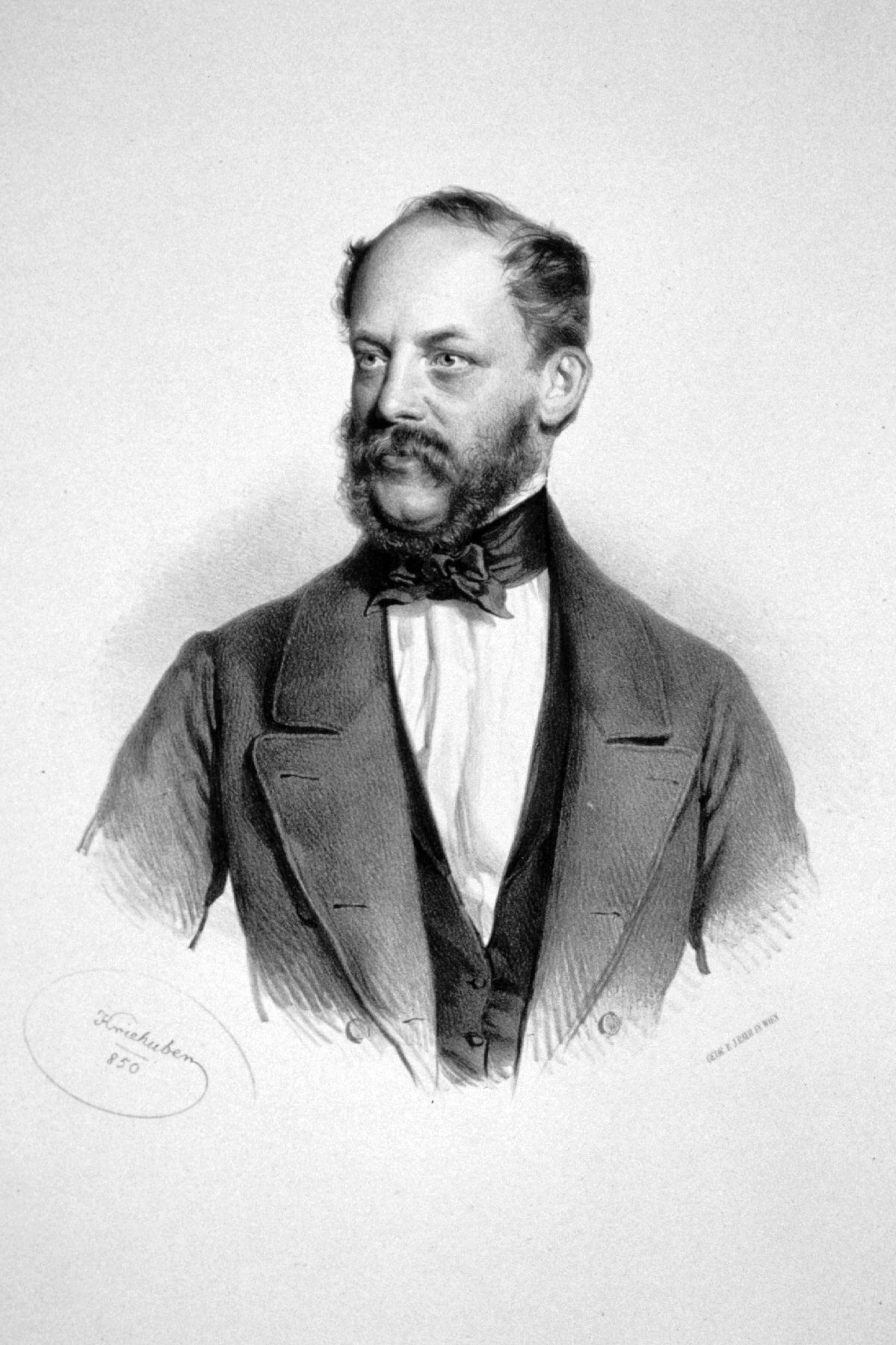
Едуард фон Бах
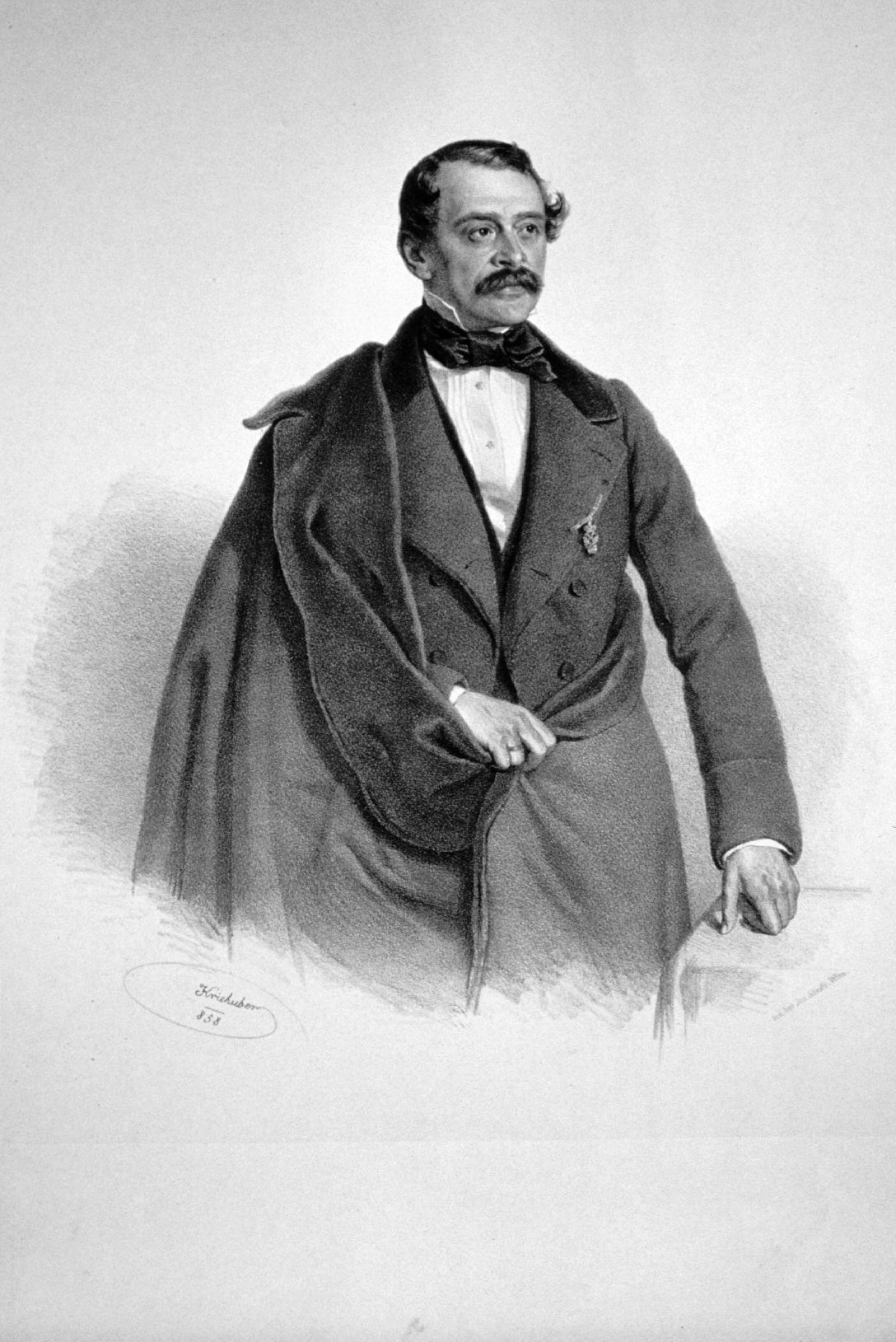
Карл фон Роткірх-Пантен
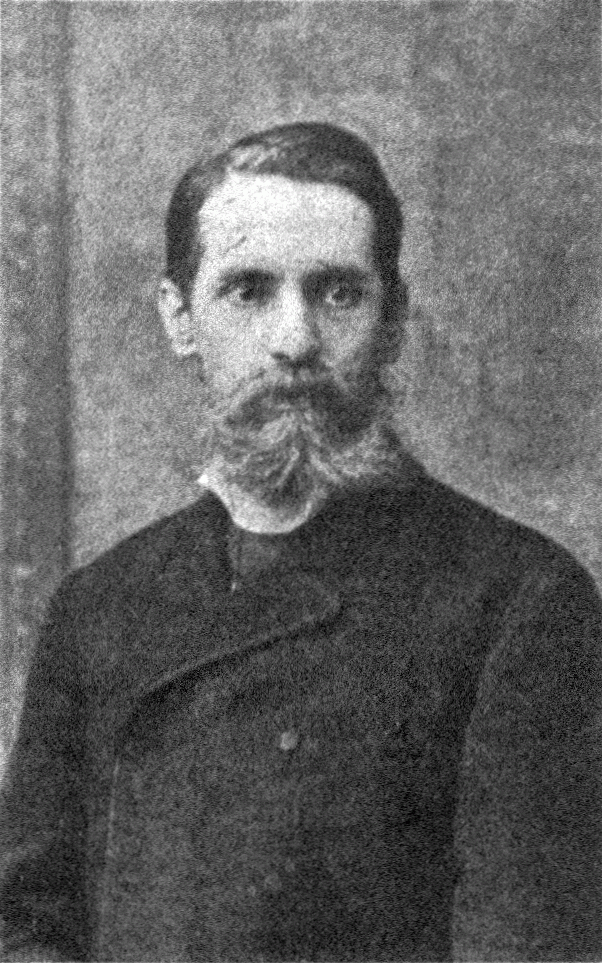
Фелікс Піно фон Фріденталь
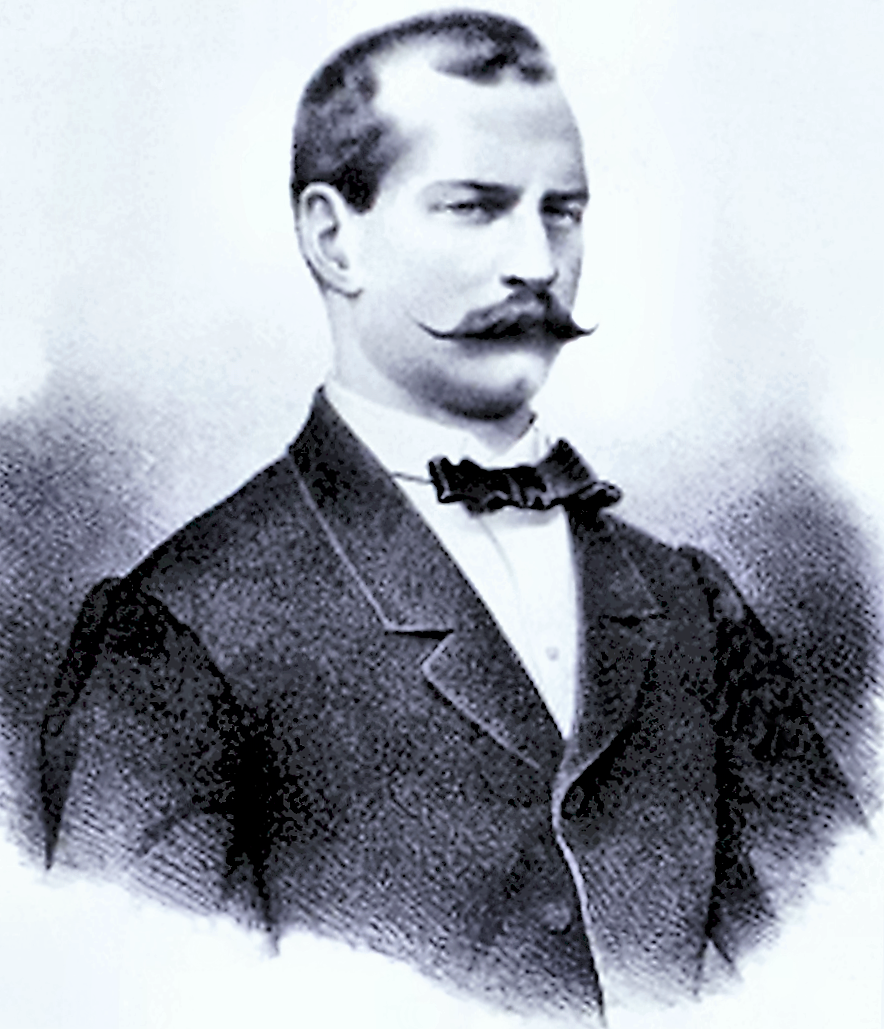
Ієронім фон Алєсані
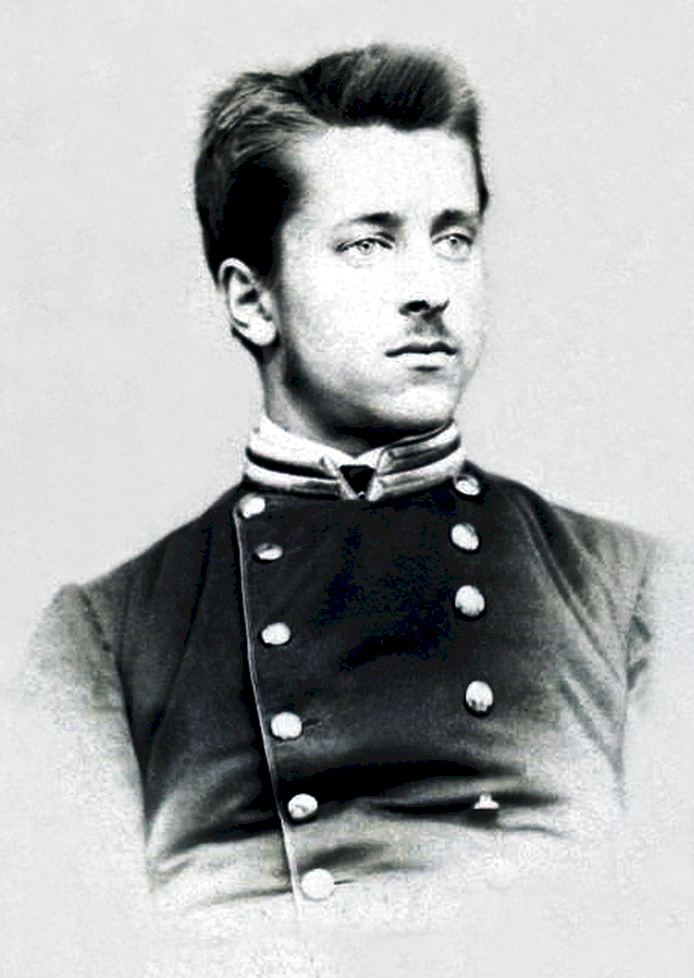
Антон Пасе фон Фрідензберг
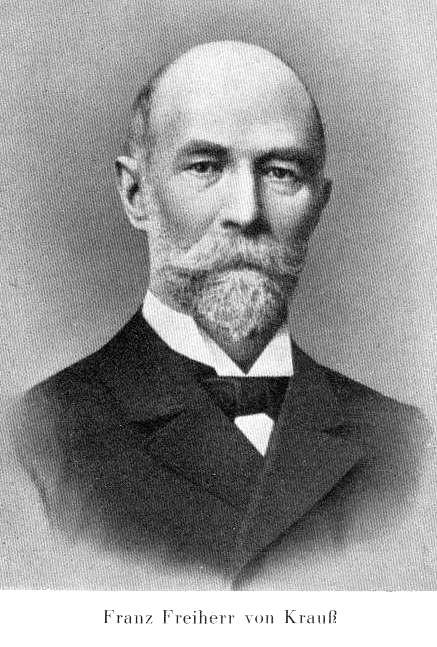
Франц фон Краусс
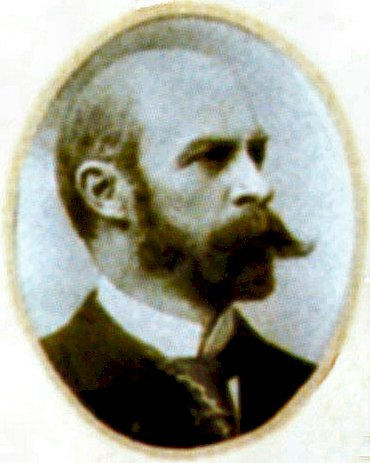
Леопольд фон Ґьосс
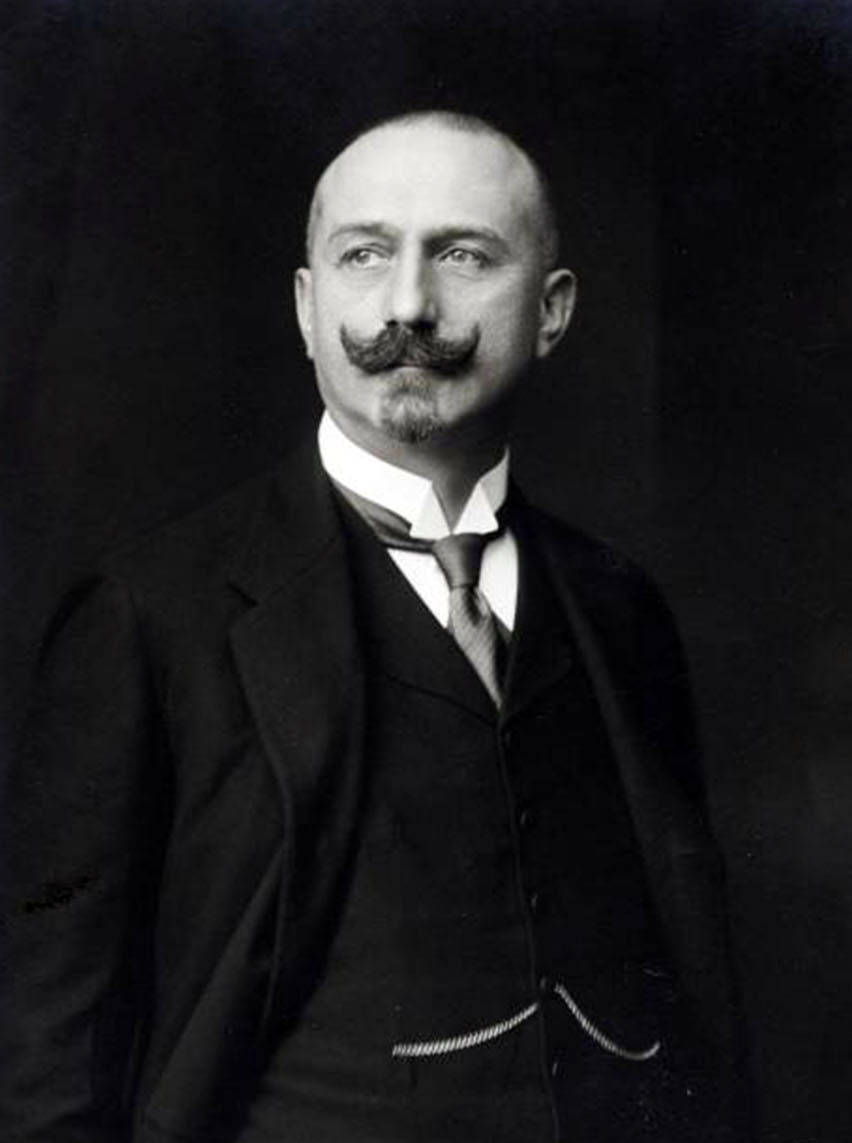
Князь Конрад цу Гоенлое-Шіллінгсфюрст
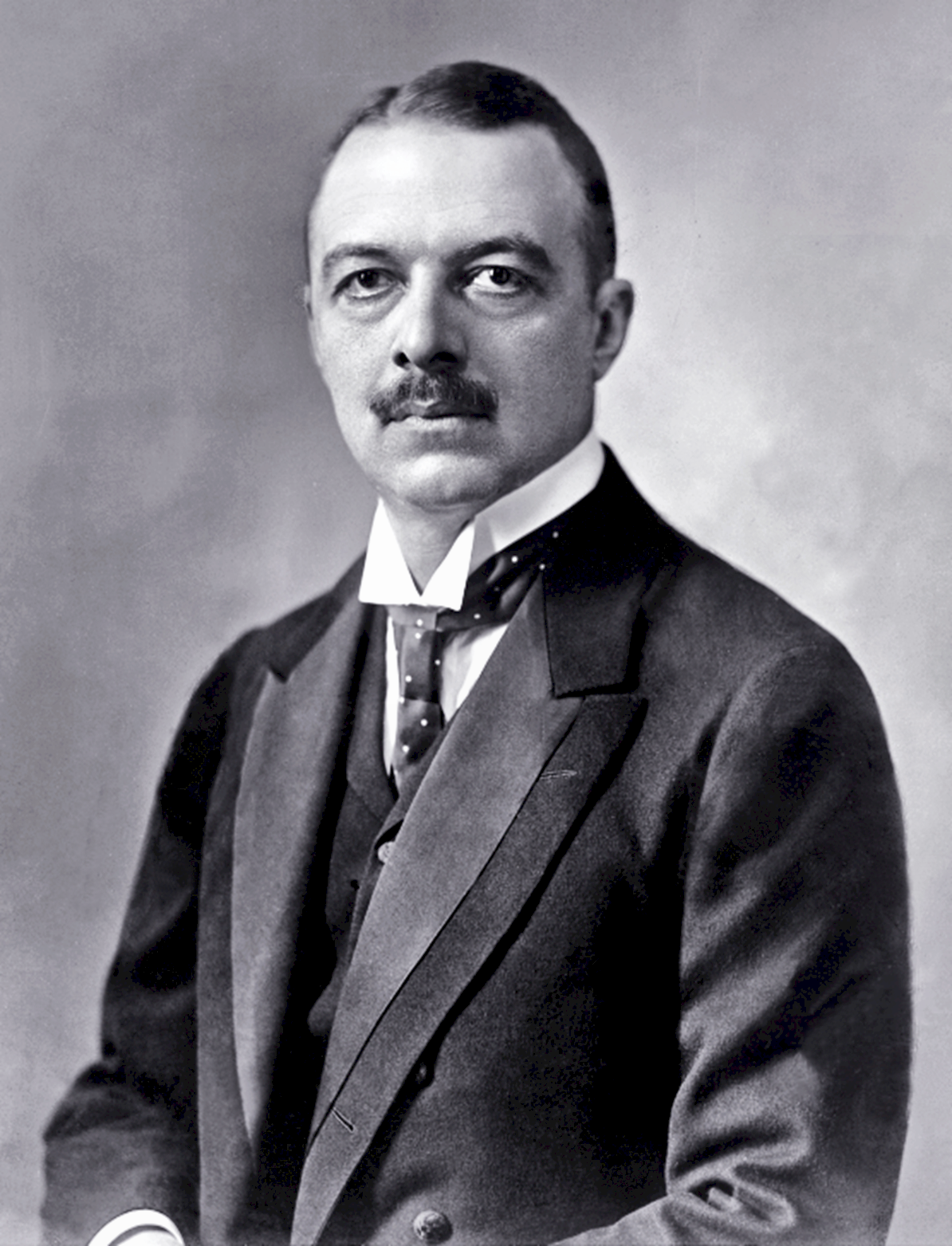
Октавіан Регнер фон Бляйлєбен
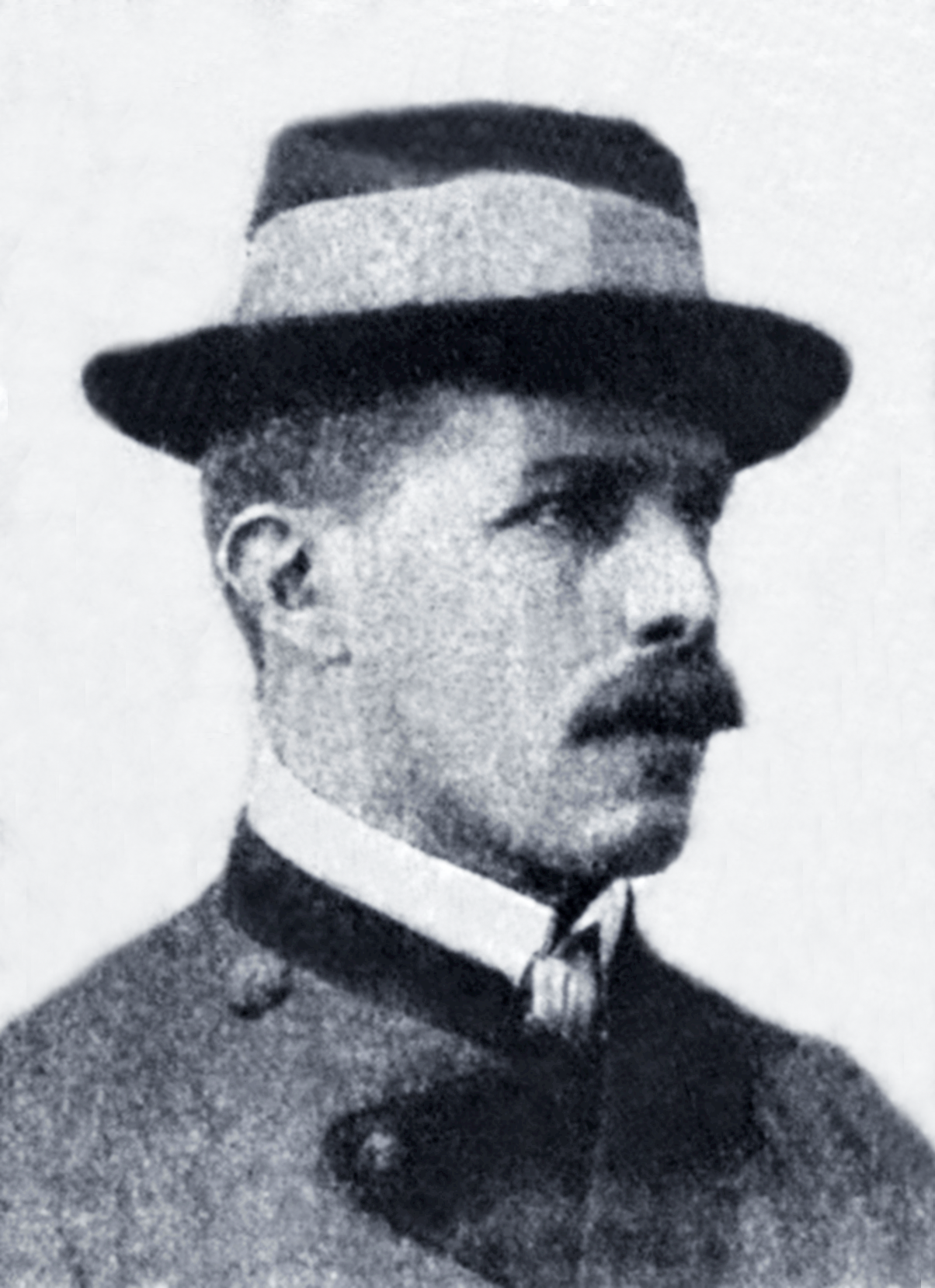
Рудольф фон Меран
Йозеф фон ЕздорфЙозеф фон Ездорф
Омелян Попович
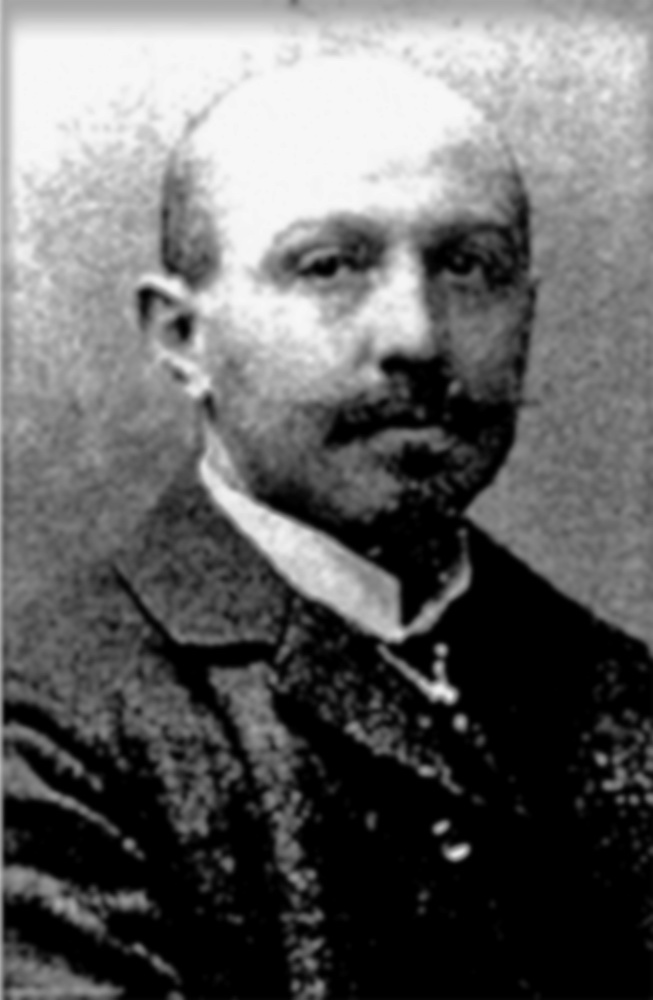
Аурел Ончул